# Rafael Esteve
Ne doit pas être confondu avec Rafaël Estève.
Pour les articles homonymes, voir Estève.
Rafael Esteve (Valence, 1772 — Madrid, 1847) est un graveur espagnol, considéré comme l'un des derniers maîtres de la gravure de reproduction et l'un des représentants les plus remarquables du romantisme en Espagne.
Membre d'une famille d'artistes, il est le fils du sculpteur José Esteve Bonet (es) et le neveu du peintre Agustín Esteve.

## Biographie
Rafael Esteve i Vilella naît à Valence le 1er juillet 1972. Il est issu d'une famille d'artistes : son père et premier professeur José Esteve Bonet (es) est sculpteur et le cousin de son père Agustín Esteve est le peintre de la cour de Charles III,.
À l'âge de 13 ans, Esteve entre à l'Académie royale des beaux-arts de San Carlos à Valence. Il s'installe ensuite à Madrid, où il a pour professeur Manuel Monfort Asensi et est l'un des deux boursiers, avec Vicente López Portaña, pour étudier à l'Académie royale des beaux-arts de San Fernando,.
Pendant le règne de Charles IV, il travaille à la Chalcographie royale. En 1799, il réalise des gravures pour la collection Guía de Forasteros commandée par la reine Marie-Louise de Bourbon-Parme. La même année, il est nommé graveur de la cour, succédant à Manuel Salvador Carmona. Pendant la guerre d'indépendance espagnole en 1807-1814, il vit à Cadix ; une fois terminée avec le retour de Ferdinand VII sur le trône d'Espagne, il part poursuivre ses études en France et en Italie.

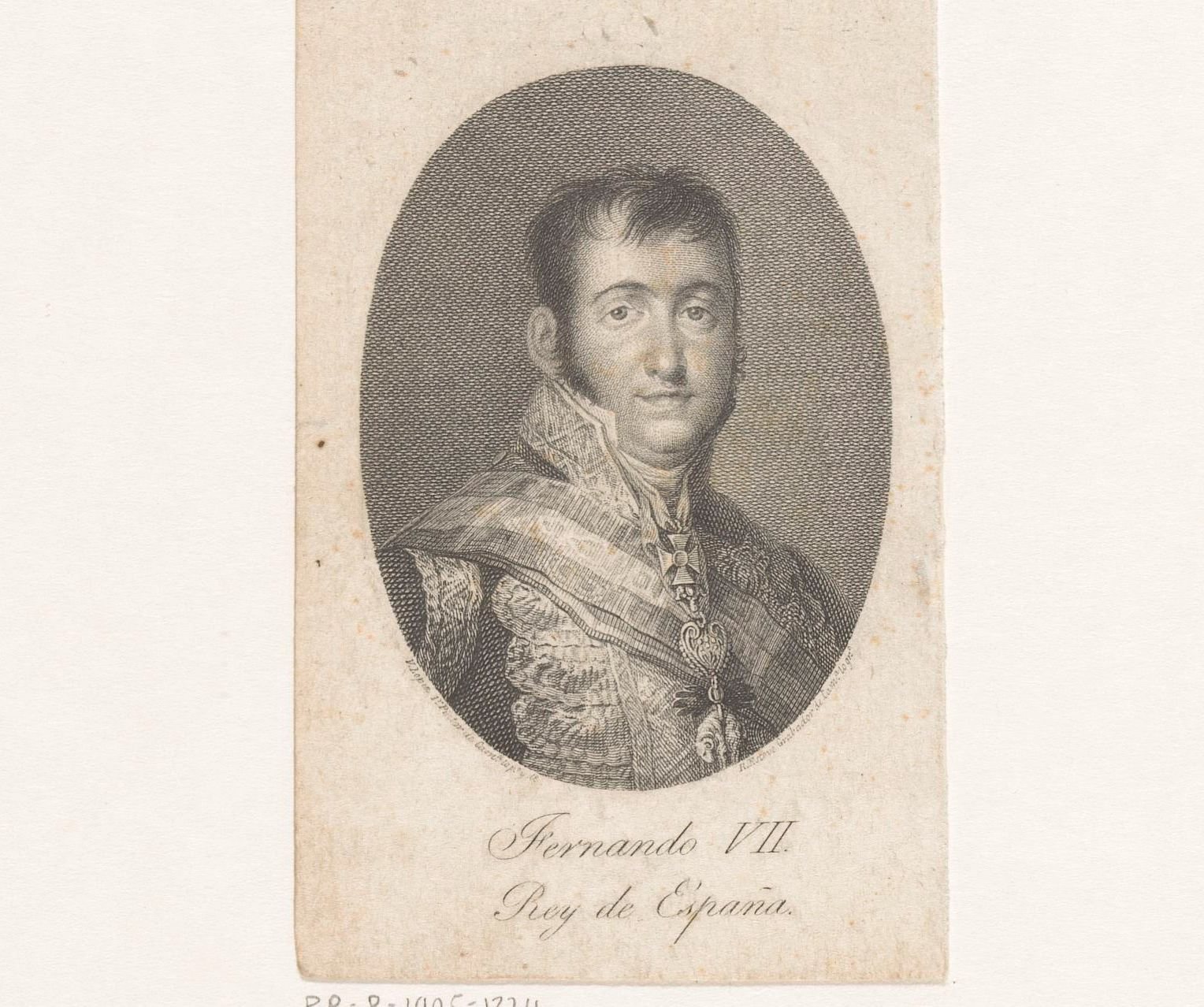
Portait de Ferdinand VII, Rijksmuseum Amsterdam.

Parmi ses œuvres les plus notables, il réalise la série de gravures Viaje arquitectónico-antiquario de España (« Un voyage architecturalo-antiquaire d'Espagne », 1807), où il présente des monuments nationaux dont Vista del teatro seguntino tomada de la gradería d'après un dessin de Manuel Camaron i Melià (ca) ; que des estampes pour la première édition en 16.º de Don Quichotte (Imprenta Real, 1797-1798) ; les portraits de Charles IV, de Ferdinand VII, de la reine Marie-Christine de Bourbon-Siciles, de Christophe Colomb, de José de Palafox, ainsi que de Francisco Pizarro, Francisco Sánchez de las Brozas, d'après José López Enguídanos, et Jérôme Gratien, pour les Retratos de Españoles ilustres, con un epítome de sus vidas (Madrid : Calcografía Nacional, 1791). Il a également portraituré son ami Francisco Goya, qui a peint à son tour son portrait à l'huile en 1815, maintenant dans la collection du Musée des Beaux-Arts de Valence,.

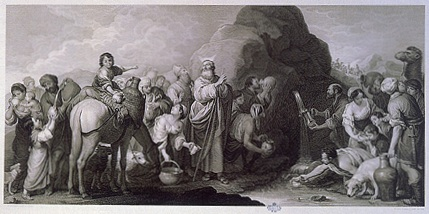
Moisés haciendo brotar el agua de la roca.

En 1839, il obtient le plus grand succès de sa carrière en remportant une médaille d'or à l'Exposition internationale de Paris pour une gravure de reproduction à l'eau-forte et au burin du tableau de Bartolomé Esteban Murillo intitulé Moisés haciendo brotar el agua de la roca, dont l'original se trouvait à l'hôpital de la Charité de Séville, qu'il a visité en 1822. Travailler sur la gravure lui a pris un total de 12 ans, ce qui l'a épuisé physiquement et mentalement.
Il reçoit l'Ordre de Charles III, devient directeur de la Chalcographie nationale, directeur honoraire de l'Académie de San Carlos, et membre correspondant de l'Académie de Paris.
Rafael Esteve meurt à Madrid le 1er octobre 1847.